# Racotis submuscaria
Racotis submuscaria är en fjärilsart som beskrevs av Arnold Pagenstecher 1900. Racotis submuscaria ingår i släktet Racotis och familjen mätare. Inga underarter finns listade.